# Glyphipterix pygmaeella
Glyphipterix pygmaeella is een vlinder uit de familie parelmotten (Glyphipterigidae). De wetenschappelijke naam is voor het eerst geldig gepubliceerd in 1896 door Rebel.
De soort komt voor in Europa.